# Fiesch
Fiesch är en ort och kommun i distriktet Goms i kantonen Valais, Schweiz. Kommunen har 912 invånare (2023).